# Walther Hinz
Pour les articles homonymes, voir Hinz.
Walther Hinz, est  un universitaire allemand, iranologue, linguiste, spécialiste de la Perse et de l’Élam, né le 19 novembre 1906 à Stuttgart, et mort le 12 avril 1992 à Göttingen.

## Cursus universitaire
Ayant d’abord étudié le journalisme, il se tourne ensuite vers l’étude de l’Europe de l’Est et de l’Orient à l’université de Leipzig, puis à Munich, et à Paris. Il passe son doctorat à Leipzig en 1930, soutenant une thèse sur l’histoire culturelle de la Russie sous Pierre le Grand. Son intérêt se porte par la suite sur la Perse et l’islam (c'est à cette époque qu'il fait la connaissance de Wilhelm Eilers), et après un passage au ministère allemand de l’éducation, et une campagne de recherche en Iran en 1936, il est nommé titulaire de la chaire d’islamologie à l’université de Göttingen en 1937. Il y a notamment comme assistant Bertold Spuler. Après un autre voyage de recherche 1938, il est nommé professeur et enseigne l’histoire et la culture du Proche-Orient. Sa carrière est interrompue par la Seconde Guerre mondiale, au cours de laquelle il est affecté comme officier au contre-espionnage. Après la défaite allemande, il subit des périodes de réclusion et est interdit d’enseignement. Il gagne alors sa vie comme traducteur, puis comme rédacteur d’un journal en 1950. 1957 le voit être autorisé à reprendre ses fonctions universitaires, et il entreprend des fouilles en Iran en 1958. Il exerce jusqu’à sa retraite en 1975, et est fait docteur honoris causa de l’université de Téhéran en 1976.

## Champs de recherches
Ses travaux ont initialement porté sur la période islamique de la Perse, les périodes seldjoukide et safavide, ainsi que sur l’importance des interactions turco-perses dans l’identité culturelle iranienne. Hinz dirige ensuite ses recherches sur la période préislamique de l’Iran, et plus particulièrement les civilisations achéménide, et élamite. Véritable pionnier, il s’attache alors à décrire ces sociétés avec une nouvelle méthodologie qui prend en compte leur culture, leur langue et leur économie. Il publie de nombreux travaux sur le vieux-persan, et la langue élamite dont il livre un dictionnaire de plusieurs milliers de termes et noms à la suite de l'étude minutieuse de 25 000 tablettes de Persépolis. La valeur et la justesse de ses thèses linguistiques sont  confirmés par tous les travaux ultérieurs portant sur de nouveaux textes.

## Principaux ouvrages publiés
- (de) Peters des Großen Anteil an der wissenschaftlichen und künstlerischen Kultur seiner Zeit, Leipzig 1933
- (de) Irans Aufstieg zum Nationalstaat im fünfzehnten Jahrhundert, Berlin et Leipzig, 1936
- (de) Iran: Politik und Kultur von Kyros bis Rezâ Schah, Leipzig, 1938
- (de) Iranische Reise. Eine Forschungsfahrt durch das heutige Persien, Berlin, 1938
- (de) Islamische Maße und Gewichte umgerechnet ins metrische System, Leyde, 1955
- (de) Das Reich Elam, Stuttgart, 1964
- (de) Altiranische Funde und Forschungen, Berlin, 1969
- (de) Persisch. I: Leitfaden der Umgangssprache, Berlin, 1942 (5 éditions jusqu’en 1971)
- (de) Neue Wege im Altpersischen, Wiesbaden, 1973
- (de) Altiranisches Sprachgut der Nebenüberlieferungen, Wiesbaden, 1975
- (de) Iranische Reise to Darius und die Perser, Baden-Baden, 1976-79
- (de) Darius und die Perser. Eine Kulturgeschichte der Achämeniden, Baden-Baden, 1976-79
- (de) Elamisches Wörterbuch, Berlin, 1987
- (de) Islamische Währungen des 11. bis 19. Jahrhunderts umgerechnet in Gold. Ein Beitrag zur islamischen Wirtschaftsgeschichte, Wiesbaden, 1991

## Sources
- (en) Rüdiger Schmitt HINZ, (A.) WALTHER, Encyclopædia Iranica (consulté le 13 février 2008)
- (fr) Louis Vanden Berghe, Reliefs rupestres de l’Iran ancien, Musées royaux d’art et d’histoire, Bruxelles, 1984, 208pp